# Victor Fleming
Victor Fleming (La Cañada, 23 de febrero de 1889-Cottonwood, 6 de enero de 1949) fue un director de cine y cineasta estadounidense. Sus películas más populares fueron Lo que el viento se llevó y El mago de Oz (ambas de 1939).

## Biografía
Victor Fleming entró en el mundo del cine de casualidad. Después de hacer multitud de trabajos en diferentes áreas (como mecánico de bicicletas y autos y taxista), conoció al productor y director Allan Dwan, al que sirvió como chófer. 
De la mano de Dwan, Fleming empieza a entrar en contacto con el mundo del teatro y de la interpretación y, de hecho, se une a Douglas Fairbanks y John Emerson para realizar algunos proyectos. Además, fue uno de los camarógrafos de  Intolerancia, de D.W. Griffith, en 1916. 
En la Primera Guerra Mundial, Fleming fue el supervisor de las escenas aéreas de Fairbanks y, posteriormente, sería el camarógrafo personal del presidente estadounidense Woodrow Wilson en la Conferencia de París. 
Así fue como, en 1919, hizo que Fleming pudiera obtener el dinero necesario para realizar su primera película, When the Clouds Roll By. A partir de aquí dirige una serie de títulos menores y no es hasta 1925 cuando dirige para la empresa Paramount la cinta Lord Jim (1925). Durante esos años, lanza a la fama a diferentes actores: Clara Bow con la película Flor de capricho (Mantrap), Emil Jannings se da a conocer al público estadounidense con El destino de la carne (The Way of All Flesh) y Fleming le da la primera oportunidad sonora a Gary Cooper en El virginiano (The Virginian).
En la década de los 30, Fleming firma contrato con Metro Goldwyn Mayer, donde lanza a la fama a Clark Gable en Tierra de pasión (Red Dust) (1932), y encuentra un gran éxito con Capitanes intrépidos (Captains Courageous; 1937) y El mago de Oz (The Wizard of Oz; 1939). 
Pero sin duda una de las cosas por la que será recordado para la posteridad es el haber sido el director que finalmente apareció en los títulos de crédito de Lo que el viento se llevó (Gone With the Wind; 1939). Una película, apuesta personal del productor David O. Selznick y que pasó por diferentes manos antes de llegar a las de Fleming, que acabó por terminarla y por la que ganó un Óscar a la mejor dirección en 1939. 
En la siguiente década, todas las películas de Fleming, excepto su último proyecto Juana de Arco (Joan of Arc; 1948), fueron un completo éxito. Especialmente Dos en el cielo (A Guy Named Joe), con Spencer Tracy e Irene Dunne. Cuando le aconteció la muerte en enero de 1949 debido a un ataque al corazón, Fleming había sido descartado de la realización de La soga (Rope), que finalmente 20th Century Fox puso en manos de Alfred Hitchcock.

## Filmografía
- 1919 When the Clouds Roll by
- 1920 The Mollycoddle
- 1921 Mama's Affair
- 1922 Red Hot Romance
  - The Lane That Had No Turning
  - Woman's Place
- 1923 The Call of the Canyon
  - To the Last Man
  - Law of the Lawless
  - Dark Secrets
  - Anna Ascends
- 1924 Empty Hands
  - Code of the Sea
- 1925 Lord Jim
  - A Son of His Father
  - Adventure
  - El muladar de oro: Más caridad y menos trabajo (The Devil's Cargo)
- 1926 Flor de capricho (Mantrap)
  - La diosa ciega (The Blind Goddess)
- 1927 The Rough Riders
  - Hula (Hula)
  - El destino de la carne (The Way of All Flesh)
- 1928 The Awakening
  - Rosa de Irlanda (Abie's Irish Rose)
- 1929 El virginiano (The Virginian)
  - El canto del lobo (The Wolf Song)
- 1930 ¿Hombres o diablos? (Renegades)
  - Common Clay
- 1931 La vuelta al mundo en 80 minutos (Around the World in 80 Minutes with Douglas Fairbanks)
- 1932 Tierra de pasión (Red Dust)
  - The Wet Parade
- 1933 Polvorilla (Bombshell)
  - La hermana blanca (The White Sister)
- 1934 La isla del tesoro (Treasure Island)
- 1935 Contrastes (The Farmer Takes a Wife)
  - La indómita (Reckless)
- 1937 Capitanes intrépidos (Captains Courageous)
  - The Good Earth
- 1938 El gran vals (The Great Waltz)
  - Piloto de pruebas (Test Pilot)
- 1939 Lo que el viento se llevó (Gone with the Wind)
  - El mago de Oz (The Wizard of Oz)
- 1941 El extraño caso del dr. Jekyll (Dr. Jekyll and Mr. Hyde)
  - They Dare Not Love
- 1942 La vida es así (Tortilla Flat)
- 1943 Dos en el cielo (A Guy Named Joe)
- 1948 Juana de Arco (Joan of Arc)

## Premios y distinciones
Premios Óscar
| Año  | Categoría      | Película                  | Resultado |
| ---- | -------------- | ------------------------- | --------- |
| 1940 | Mejor Director | Lo que el viento se llevó | Ganador   |